# 대구매천초등학교
대구매천초등학교는 대한민국 대구광역시 북구 매천동에 있는 공립 초등학교다.

## 연혁
- 1949년 9월 1일 칠곡군 매천공립국민학교 개교(2학급 편성, 설립인가 8월 20일)
- 1981년 7월 1일 대구시 편입(대구매천국민학교)
- 1985년 7월 15일 씨름 전용 체육관(필승관)건립
- 1996년 3월 1일 대구매천초등학교로 교명 변경
- 2003년 12월 10일 학교 도서관(어린이 집현전) 개관
- 2009년 1월 1일 급식실, 보건실 현대화 사업추진(~ 2009-02-28)
- 2009년 3월 7일 영어체험실 현대화 사업
- 2009년 7월 15일 매천역사관 개관
- 2009년 8월 20일 교사 전체 도색 사업
- 2012년 6월 26일 다목적교실 매천관 준공
- 2015년 9월 1일 제22대 이지응 교장 취임
- 2016년 2월 4일 제62회 졸업식(86명, 졸업생누계 10,387명)
- 2016년 3월 2일 19학급(특수 1학급 포함) 편성
- 2017년 2월 14일 제63회 졸업식(66명, 졸업생누계 10,453명)
- 2017년 3월 2일 20학급(특수 2학급 포함) 편성

## 참고 자료
- 대구매천초등학교 - 한국교육학술정보원 학교알리미

## 학교 상징
- 교화 - 매화 : 매화는 어진 사람들의 사랑을 받아온 4군자의 하나로서 찬바람 속에서도 예쁜 꽃을 피움. 우리 매천의 매(梅) 자는 매화를 뜻하며, 매천 어린이들도 매화와 같이 어떤 어려움도 이겨내고 훌륭히 자라길 바람.
- 교목 - 향나무 : 늘 푸른 나무로서 그윽한 향기를 지니고 있음. 매천의 어린이들도 향나무와 같이 늠름한 기상으로 자라서 다른 사람에게 도움울 줄 수 있는 훌륭한 사람으로 자라나길 바람.